# Bolesław Nowaczyk (polityk)
Bolesław Nowaczyk (ur. 22 sierpnia 1924 w Ustkowie, zm. 19 lipca 1993) – polski rolnik, poseł na Sejm PRL VI kadencji.

## Życiorys
Syn Józefa i Franciszki. W 1954 został zatrudniony w Powiatowej Radzie Narodowej w Krotoszynie. W tym czasie uczęszczał także do Technikum Rolniczego w Bojanowie, uzyskując wykształcenie średnie. W latach 1956–1959 i od 1961 był przewodniczącym Rolniczej Spółdzielni Produkcyjnej w Ustkowie, a w latach 1959–1961 agronomem w wydziale rolnym PRN w Ustkowie. Od 1954 należał do Zjednoczonego Stronnictwa Ludowego, gdzie zasiadał w Wojewódzkim Komitecie w Poznaniu. Zajmował stanowisko przewodniczącego rady Centralnego Związku Rolniczych Spółdzielni Produkcyjnych w Warszawie. W 1972 uzyskał mandat posła na Sejm PRL w okręgu Ostrów Wielkopolski. Pełnił funkcję zastępcy przewodniczącego Komisji Rolnictwa i Przemysłu Spożywczego.
Był żonaty ze Stanisławą z domu Pużniak (1921–2006). Pochowany na cmentarzu parafialnym w Krotoszynie.

## Odznaczenia
- Krzyż Kawalerski Orderu Odrodzenia Polski
- Złoty Krzyż Zasługi
- Srebrny Krzyż Zasługi
- Odznaka honorowa „Za Zasługi w Rozwoju Województwa Poznańskiego”